# Betula tianschanica
Betula tianschanica là một loài thực vật có hoa trong họ Betulaceae. Loài này được Rupr. mô tả khoa học đầu tiên năm 1869.